# Casa Bima
La Casa Bima o Mas Vima és un mas del municipi de Cava (Alt Urgell). El mas està protegit per raons arquitectòniques, històriques, mediambientals, paisatgístiques, socials i l'ajuntament n'aconsella la inclusió al catàleg de Béns Culturals d'Interès Local (BCIL).
La casa és coneguda per ser al segle xvi residència del baró de Toloriu Joan de Grau i Ribó i la seva esposa Xipaguazin Moctezuma (?-1537), princesa de l'Imperi Asteca, els quals tingueren descendència Joan Pere de Grau i Moctezuma.

## Situació
Es troba a la zona del Querforadat, a l'antic camí del Querforadat a Martinet, passant per Béixec.

## Cultura popular
Suposadament hi ha enterrat un tresor dels Moctezuma portat de Mèxic per la família.
Uns alemanys van comprar la propietat a la dècada de 1930 per desentarrar el tresor de la tomba de Xipaguazin Moctezuma, que va ser saquejada i destruïda el 1936. A la dècada de 1960 uns espeleòlegs de Madrid hi van fer excavacions.